# 秋吉亮
秋吉 亮（あきよし りょう、1989年3月21日 - ）は、東京都足立区出身の元プロ野球選手（投手）。右投右打。

## 経歴

### プロ入り前
小学1年生の時に足立ジュニアヤンガースに入団。6年生の時に関東大会優勝を果たしている。足立区立江北中学校へ進学後は、同校の軟式野球部と軟式クラブ足立ヤンガースに所属。内野手、外野手をこなしつつ、2年生の時には捕手に指名されたという。
中学卒業後は「試合に出ることを考えて選んだ」という理由として東京都立足立新田高等学校へ進学。1年時の頃から一塁手としてスタメンへ定着、後に投手へ転向しエースとして活躍。2年生の秋の大会では早稲田実業高校と対戦し1対3で敗れはしたが、中盤まで早実打線をノーヒットに抑える好投。これが秋吉にとって「大きな自信を得た」としている。この時早実のエースであった斎藤佑樹と投げ合っている。3年時の夏は東東京予選で同高校史上初のベスト4入りを果たす。
高校卒業後は中央学院大学に進学し、4年春には最多勝、最多奪三振、ベストナイン、最優秀選手となり、大学選手権では初戦完封、2回戦も救援勝利してベスト8。秋も最多勝でリーグ通算14勝を果たす。

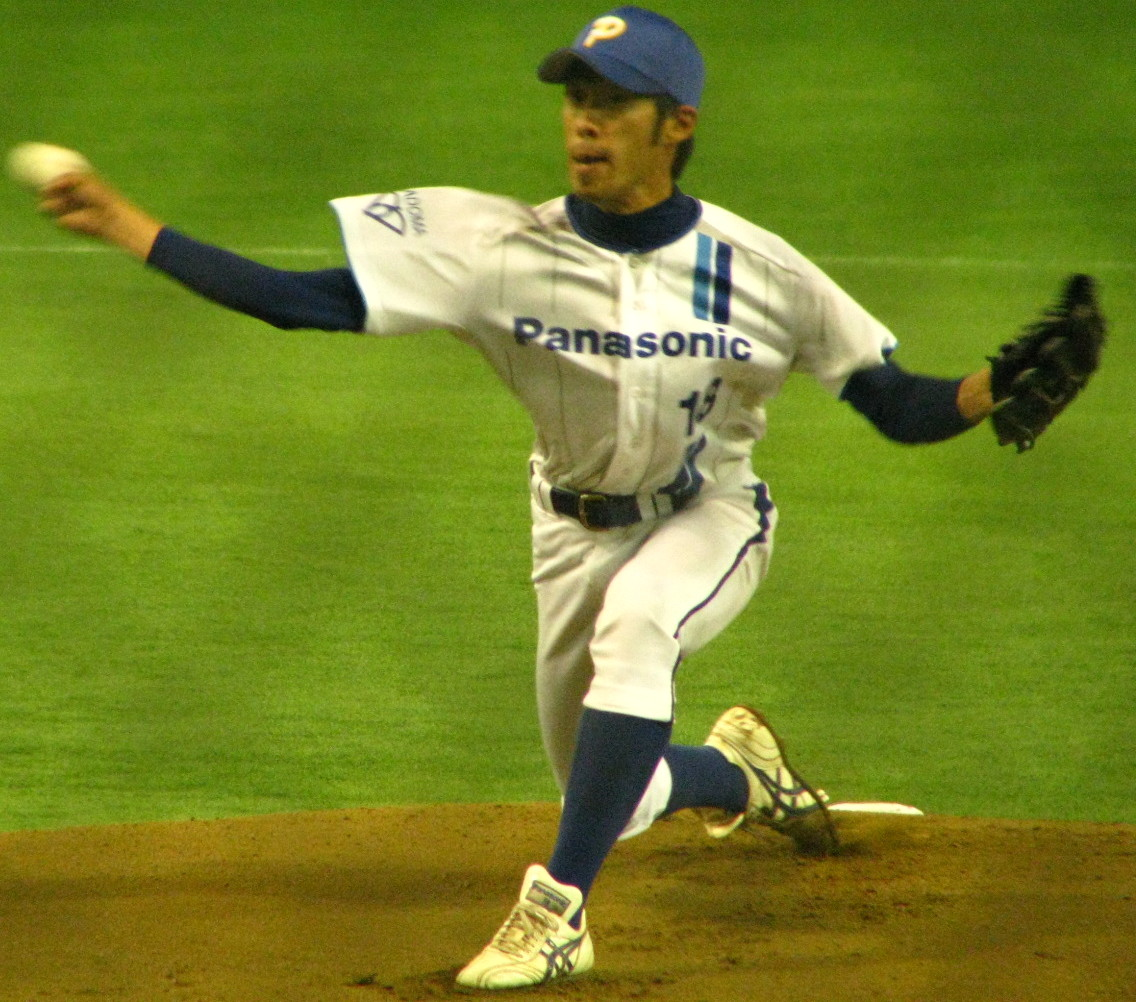
2013年7月20日

大学卒業後はパナソニックに入社し硬式野球部に所属。入社2年目からエース格へと成長。都市対抗ベスト8、日本選手権ベスト4。第26回アジア野球選手権大会の日本代表に選出され3勝を記録し、日本の優勝に貢献した。ドラフト候補にも名前が上がっていたが会社の事情もあり残留を決意。翌年も都市対抗、日本選手権出場。ともにベスト8という成績を残した。
2013年10月27日に行われたプロ野球ドラフト会議で東京ヤクルトスワローズから3巡目で指名を受け、11月25日に契約金6000万円、年俸1200万円で入団に合意（金額は推定）。都立高校出身者のドラフト指名は2005年の高校生ドラフト会議で中日ドラゴンズに4巡目で指名された高江洲拓哉以来である。

### ヤクルト時代

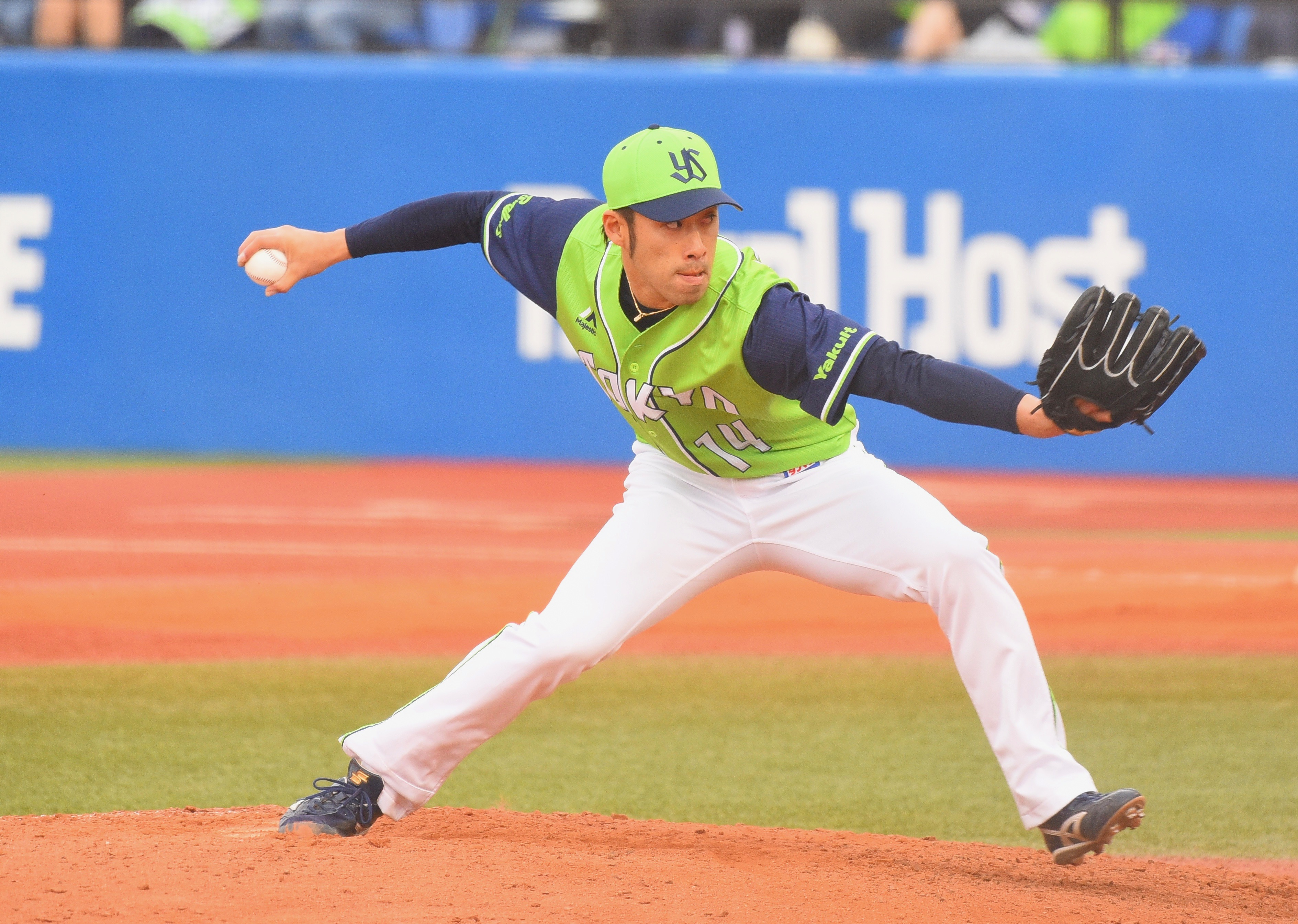
東京ヤクルトスワローズ時代
（2018年4月7日、明治神宮野球場にて）

2014年は、オープン戦で先発として結果を残し、開幕ローテーション入りを勝ち取る。4月1日の広島東洋カープ戦でプロ初登板、しかし2連敗となったため八木亮祐と入れ替わりで中継ぎに転向する。5月13日の読売ジャイアンツ戦でプロ初勝利を記録。同月26日の東北楽天ゴールデンイーグルス戦では、故障で離脱したオーランド・ロマンの代役として初セーブも挙げた。その後も相次ぐリリーフ陣の不振、故障の中でセットアッパー、抑えとして安定した投球を続け、1年目からチームトップの61試合に登板する大車輪の働きを見せた。
2015年は、序盤は打たれる場面が目立ったが、徐々に持ち直して勝ち継投の一角に台頭する。9月には疲れの見えたロマンに代わり、主に7回を投げるセットアッパーとして活躍。最終的に球団記録となる74試合に登板して22ホールドを記録し、優勝に貢献した。
2016年は、開幕前の2月15日に「侍ジャパン強化試合 日本 vs チャイニーズタイペイ」の日本代表26名に選出された。シーズン開幕後はセットアッパーだったが、ローガン・オンドルセクの謹慎・退団を受け、抑えへ転向。9月10日の阪神タイガース戦で通算200登板を達成した。入団3年目での達成は稲尾和久以来2人目となる。最終的に19セーブを挙げ、救援失敗は僅か2回とヤクルト救援陣のなかでは抜群の安定感を見せた。オフの10月18日に「侍ジャパン 野球オランダ代表 野球メキシコ代表 強化試合」の日本代表に選出された。
2017年はシーズン開幕前の3月に開催された第4回ワールド・ベースボール・クラシック(WBC)の日本代表に選出された。都立高校出身選手がWBCに選出されたのは初だった。中継ぎとして6試合に登板。3月14日のキューバ戦で勝利投手となった。シーズンでは当初は前年同様抑えとして登板をしていたものの、6月30日の阪神タイガース戦において負傷し離脱。（キャリア初の故障による登録抹消となった。）その後復帰しセットアッパーとして活躍した。しかし、前述の故障の影響から登板数はキャリア最低の43登板に留まり、また前年までに比べやや安定感を欠くピッチングが多くキャリアワーストの敗北数（6敗）を数え防御率も3.35とキャリアワーストの数字となった。
2018年は、開幕からセットアッパーを任されるものの不振が続き、その一方で中尾輝や近藤一樹が好調だったため、セットアッパーから外れ主にロングリリーフなどを務めるようになった。それでも調子が上がることはなく、6月の交流戦中にキャリアで初めて成績不振による一軍登録抹消をされた。夏場に差し掛かり中尾が調子を落としたことを背景に1度昇格するが成績を残せず、後に昇格した2年目の梅野雄吾が中継ぎで結果を出し敗戦処理での登板が中心となる。しかし、やはり調子が上がらず9月末に再び登録抹消となった。故障のあった前年より更に登板数が減り、防御率も悪化し4点台となった。

### 日本ハム時代
2018年12月11日に高梨裕稔と太田賢吾との交換トレードで谷内亮太とともに北海道日本ハムファイターズに移籍した。
2019年4月12日の千葉ロッテマリーンズ戦で移籍後初セーブを挙げた。6月まで主に抑えで26試合に登板して12セーブ・5ホールド・防御率1.69を記録していたが、6月9日の阪神戦で右足に違和感を訴え、翌日10日に右足内側広筋および内転筋の肉離れ（ともに2度）と診断され、6月11日に一軍登録から抹消された。ただ、7月5日に一軍に復帰すると、7月17日には史上最少となる49セーブ目で全球団からセーブを達成した。最終的には防御率2.96で、自己最多となる25セーブを挙げた。
2020年は、体重を過去最重量の88kgに増量してシーズンに臨む。この年も開幕から抑えとして一軍で投げていたが7月10日のオリックス・バファローズ戦(京セラドーム大阪)では3対1で迎えた9回にアデルリン・ロドリゲスに3ランの本塁打を許し敗戦投手となった。その後は抑えとして再びセーブを積み重ねていたが8月20日の楽天戦(札幌ドーム)で9回に抑えとして0対3の場面で登板するも島内宏明に同点の3ランとなる本塁打を打たれ、試合は引き分けとなった。9月2日の楽天戦(札幌ドーム)では3対0で迎えた9回に5失点を喫し敗戦投手となりこの翌日9月3日、一軍登録を抹消。9月22日に再び一軍登録されたがその後も安定に欠ける投球が続いた。この年は不調もあり33試合に登板して1勝2敗12セーブ防御率6.37でシーズンを終えた。オフの12月10日に契約更改し、半減の年俸5000万円でサインした。減額制限を超えていたが、翌年の成績次第では減額分を取り返すことが可能な出来高が付与された。
2021年は、増量して臨んだ前シーズンが不調だったことから、減量してから春季キャンプに臨んだ。しかし、キャンプ中の練習試合では今一つな投球が続き、開幕一軍入りを逃す。一軍でのシーズン初登板は6月11日のDeNAとの交流戦までずれ込んだ。8月17日、出場選手登録日数が7年に達し、国内FA権の資格を得た。シーズンを通して一軍登板は僅か10試合に留まり、11月16日に球団は保留手続きを行わないこととしたと発表し、12月2日に西川遥輝、大田泰示とともに自由契約となった。

### 日本海オセアンリーグ・福井時代
2022年1月31日に独立リーグである日本海オセアンリーグ（NOL）の福井ネクサスエレファンツに入団することが発表された。
環境の変化や調整遅れなどの影響により、NOLでのシーズン開幕当初は速球の球速が135km/h程度しか出ずに痛打される場面もあった。徐々に調子を上げて本来の球速に戻り、5月末まで12試合に救援登板し、初戦以外では全て奪三振を記録。5月末までで奪三振率は18.21を記録し、5月中は1失点しか許さない好投を見せている。6月25日の対滋賀GOブラックス戦では1試合限定の監督代行を務めた（試合は福井が勝利）。

### ソフトバンク時代
2022年7月16日、ソフトバンクに入団することが発表された。背番号は49。ソフトバンクは、又吉克樹の骨折、森唯斗の不振、藤井皓哉、嘉弥真新也、甲斐野央が新型コロナウイルスに感染したことにより、中継ぎ陣が手薄になっていた。同月31日、特例2022で抹消された森の代替指名選手として移籍後初の一軍登録。8月3日の対日本ハム戦（札幌ドーム）、0-3の8回から先発東浜巨の2番手としての救援登板が移籍後初登板となり、入団会見時に「日本ハムを見返してやろう、という気持ちだった」と語っていた古巣相手の登板だったが、二死一塁から清宮幸太郎にスタンド中段に飛び込む2点本塁打を打たれる。次の登坂となった同月7日の楽天戦では、1-6の9回表から5番手として登板、2人を打ち取り二死無走者からの2連打で1失点に終わり、その後登板はなく、8月12日に特例2022の対象選手として登録を抹消され、二軍戦には復帰したが、そのまま一軍再昇格することなくシーズンを終えた。
10月17日、球団から戦力外通告を受けた。本人は現役続行希望と報じられ、11月8日、楽天生命パークで行われた12球団合同トライアウトに参加。「トライアウトを受けることは迷いましたけど、一区切りとして投げることにした」と感想を述べた。

### ベイサイドリーグ・千葉時代
12月30日、独立リーグで選手兼投手コーチに復帰することを自身のTwitterアカウントにて公表した。球団名については契約の関係上追って明らかにするとしていた。2023年1月6日、ベイサイドリーグ（日本海オセアンリーグが改組改称）が、リーグに新加入する千葉新球団の選手兼任コーチに就任することを発表した（球団名については入団発表後の1月14日に千葉スカイセイラーズに決定）。千葉では8試合に登板して1勝0敗1セーブの成績だった。シーズン終了後の12月8日、自由契約での退団が発表された。

### ベイサイドリーグ・千葉退団後
千葉退団後の2024年からは講演活動や野球指導等に携わり、野球の裾野拡大に取り組んでいる。

## 選手としての特徴・人物
右変則サイドスローから最速150km/hのストレートに加え、スライダー、チェンジアップ、シンカーを操る。一番得意な変化球はスライダー。
サイドスローに転向したのは高校1年生の時、当時の監督からサイドスローの指導を受けたのがきっかけで「今よりも下から投げていて、球種はストレートとスライダーだけ」と振り返っている。大学1年生時にアンダースロー気味だったというフォームをサイドスローに修正している。
グラブをはめた左腕を胸元に引き寄せずに、左腕を開き、体の外側へと流す独特のフォームで、本人は「でんでん太鼓のイメージ」で投げているとのこと。
タレントのなすびに似ていることから愛称は「なすび」。2019年のファンフェスティバルでは、着用した体操服のゼッケンに「秋吉なすび」と記し、2020年から使用する練習用グラブは“なす色”で発注している。なお、なすび本人は秋吉が似ていると言われることを快く思っていないと勘違いしていたが、後にその話題に触れた記事で誤解であることを知り、自身のTwitterで「願わくは直接誤解を解く為の道筋を探りたい」などとツイート。これを受け、秋吉は「なすびさんのTwitterを見ました。来年球場に招待したいので、忙しいとは思うけど来てもらえるとうれしい」と話している。

## 詳細情報

### 年度別投手成績
| 年 度     | 球 団        | 登 板 | 先 発 | 完 投 | 完 封 | 無 四 球 | 勝 利 | 敗 戦 | セ 丨 ブ | ホ 丨 ル ド | 勝 率 | 打 者 | 投 球 回 | 被 安 打 | 被 本 塁 打 | 与 四 球 | 敬 遠 | 与 死 球 | 奪 三 振 | 暴 投 | ボ 丨 ク | 失 点 | 自 責 点 | 防 御 率 | W H I P |
| --------- | ------------ | ----- | ----- | ----- | ----- | -------- | ----- | ----- | -------- | ----------- | ----- | ----- | -------- | -------- | ----------- | -------- | ----- | -------- | -------- | ----- | -------- | ----- | -------- | -------- | ------- |
| 2014      | ヤクルト     | 61    | 2     | 0     | 0     | 0        | 3     | 4     | 5        | 19          | .429  | 276   | 71.0     | 52       | 10          | 19       | 2     | 0        | 62       | 0     | 0        | 20    | 18       | 2.28     | 0.97    |
| 2015      | ヤクルト     | 74    | 0     | 0     | 0     | 0        | 6     | 1     | 0        | 22          | .857  | 305   | 76.1     | 51       | 6           | 28       | 3     | 6        | 81       | 2     | 0        | 24    | 20       | 2.36     | 1.03    |
| 2016      | ヤクルト     | 70    | 0     | 0     | 0     | 0        | 3     | 4     | 19       | 10          | .429  | 279   | 70.0     | 50       | 6           | 15       | 3     | 6        | 68       | 1     | 0        | 17    | 17       | 2.19     | 0.89    |
| 2017      | ヤクルト     | 43    | 0     | 0     | 0     | 0        | 5     | 6     | 10       | 10          | .455  | 177   | 43.0     | 38       | 3           | 11       | 1     | 1        | 39       | 2     | 0        | 17    | 16       | 3.35     | 1.14    |
| 2018      | ヤクルト     | 35    | 0     | 0     | 0     | 0        | 2     | 2     | 0        | 6           | .500  | 166   | 38.1     | 40       | 5           | 12       | 4     | 2        | 24       | 0     | 0        | 20    | 18       | 4.23     | 1.36    |
| 2019      | 日本ハム     | 53    | 0     | 0     | 0     | 0        | 0     | 5     | 25       | 7           | .000  | 212   | 51.2     | 38       | 6           | 19       | 3     | 2        | 48       | 0     | 0        | 19    | 17       | 2.96     | 1.10    |
| 2020      | 日本ハム     | 33    | 0     | 0     | 0     | 0        | 1     | 2     | 12       | 4           | .333  | 131   | 29.2     | 30       | 6           | 11       | 0     | 0        | 28       | 0     | 0        | 21    | 21       | 6.37     | 1.38    |
| 2021      | 日本ハム     | 10    | 0     | 0     | 0     | 0        | 0     | 0     | 0        | 0           | ----  | 42    | 10.0     | 7        | 0           | 4        | 1     | 0        | 8        | 0     | 0        | 3     | 3        | 2.70     | 1.10    |
| 2022      | ソフトバンク | 2     | 0     | 0     | 0     | 0        | 0     | 0     | 0        | 0           | ----  | 10    | 2.0      | 4        | 1           | 0        | 0     | 0        | 1        | 0     | 0        | 3     | 3        | 13.50    | 2.00    |
| 通算：9年 | 通算：9年    | 381   | 2     | 0     | 0     | 0        | 20    | 24    | 71       | 78          | .455  | 1598  | 392.0    | 310      | 43          | 119      | 17    | 17       | 359      | 5     | 0        | 144   | 133      | 3.05     | 1.09    |

- 2022年度シーズン終了時
- 各年度の太字はリーグ最高

### WBCでの投手成績
| 年 度 | 代 表 | 登 板 | 先 発 | 勝 利 | 敗 戦 | セ ｜ ブ | 打 者 | 投 球 回 | 被 安 打 | 被 本 塁 打 | 与 四 球 | 敬 遠 | 与 死 球 | 奪 三 振 | 暴 投 | ボ ｜ ク | 失 点 | 自 責 点 | 防 御 率 |
| ----- | ----- | ----- | ----- | ----- | ----- | -------- | ----- | -------- | -------- | ----------- | -------- | ----- | -------- | -------- | ----- | -------- | ----- | -------- | -------- |
| 2017  | 日本  | 3     | 0     | 1     | 0     | 0        | 9     | 2.2      | 0        | 0           | 2        | 0     | 0        | 2        | 0     | 0        | 0     | 0        | 0.00     |

### 年度別守備成績
| 年 度 | 球 団        | 投手  | 投手  | 投手  | 投手  | 投手  | 投手     |
| 年 度 | 球 団        | 試 合 | 刺 殺 | 補 殺 | 失 策 | 併 殺 | 守 備 率 |
| ----- | ------------ | ----- | ----- | ----- | ----- | ----- | -------- |
| 2014  | ヤクルト     | 61    | 3     | 14    | 1     | 1     | .944     |
| 2015  | ヤクルト     | 74    | 5     | 8     | 1     | 0     | .929     |
| 2016  | ヤクルト     | 70    | 3     | 17    | 0     | 0     | 1.000    |
| 2017  | ヤクルト     | 43    | 4     | 5     | 0     | 0     | 1.000    |
| 2018  | ヤクルト     | 35    | 1     | 7     | 0     | 0     | 1.000    |
| 2019  | 日本ハム     | 53    | 2     | 6     | 0     | 0     | 1.000    |
| 2020  | 日本ハム     | 33    | 0     | 3     | 0     | 0     | 1.000    |
| 2021  | 日本ハム     | 10    | 2     | 2     | 0     | 0     | 1.000    |
| 2022  | ソフトバンク | 2     | 0     | 1     | 0     | 0     | 1.000    |
| 通算  | 通算         | 381   | 20    | 63    | 2     | 1     | .976     |

- 2022年度シーズン終了時

### 記録

#### NPB
初記録
- 初登板・初先発登板：2014年4月1日、対広島東洋カープ1回戦（MAZDA Zoom-Zoom スタジアム広島）、5回4失点（自責3）で敗戦投手
- 初奪三振：同上、2回裏に白濱裕太から空振り三振
- 初ホールド：2014年4月27日、対中日ドラゴンズ6回戦（明治神宮野球場）、8回表に4番手として救援登板、1回無失点
- 初勝利：2014年5月13日、対読売ジャイアンツ7回戦（いわきグリーンスタジアム）、8回裏に4番手として救援登板、1回無失点
- 初セーブ：2014年5月26日、対東北楽天ゴールデンイーグルス2回戦（明治神宮野球場）、9回表に3番手として救援登板、完了、1回無失点

その他の記録
- 初登板で対戦した第一打者に被本塁打：初登板の項を参照、1回裏3球目を丸佳浩に左越ソロ ※史上64人目、初登板・初打者に初回先頭打者被本塁打は史上16人目
- 全球団からセーブ：2019年7月16日、対福岡ソフトバンクホークス13回戦（福岡ヤフオク!ドーム）、9回裏に7番手として救援登板・完了、1回無失点 ※史上5人目
- オールスターゲーム出場：1回（2016年）

### 独立リーグでの年度別投手成績
| 年 度    | 球 団    | 登 板 | 先 発 | 完 投 | 完 封 | 無 四 球 | 勝 利 | 敗 戦 | セ 丨 ブ | ホ 丨 ル ド | 勝 率 | 打 者 | 投 球 回 | 被 安 打 | 被 本 塁 打 | 与 四 球 | 敬 遠 | 与 死 球 | 奪 三 振 | 暴 投 | ボ 丨 ク | 失 点 | 自 責 点 | 防 御 率 | W H I P |
| -------- | -------- | ----- | ----- | ----- | ----- | -------- | ----- | ----- | -------- | ----------- | ----- | ----- | -------- | -------- | ----------- | -------- | ----- | -------- | -------- | ----- | -------- | ----- | -------- | -------- | ------- |
| 2022     | 福井     | 18    | -     | 0     | -     | -        | 1     | 2     | 7        | -           | .333  | 78    | 20.1     | 9        | -           | 7        | -     | 2        | 35       | 0     | 1        | 6     | 6        | 2.66     | 0.79    |
| 2023     | 千葉     | 8     | -     | 0     | -     | -        | 1     | 0     | 1        | -           | 1.000 | 78    | 9.2      | 8        | -           | 1        | -     | 2        | 10       | 0     | 0        | 2     | 2        | 1.86     | 0.93    |
| NOL：1年 | NOL：1年 | 18    | -     | 0     | -     | -        | 1     | 2     | 7        | -           | .333  | 78    | 20.1     | 9        | -           | 7        | -     | 2        | 35       | 0     | 1        | 6     | 6        | 2.66     | 0.79    |
| BSL：1年 | BSL：1年 | 8     | -     | 0     | -     | -        | 1     | 0     | 1        | -           | 1.000 | 78    | 9.2      | 8        | -           | 1        | -     | 2        | 10       | 0     | 0        | 2     | 2        | 1.86     | 0.93    |

- 2023年度シーズン終了時

### 背番号
- 14（2014年 - 2018年）
- 39（2019年 - 2021年）
- 22（2022年 - 同年7月）
- 49（2022年7月 - 同年終了）
- 88（2023年）

### 登場曲
- 「守るべきもの」若旦那（2014年）
- 「Everything's All Right」CTS（2014年）
- 「No.1」SEita（2015年 - ）[55]

### 代表歴
- 2017 ワールド・ベースボール・クラシック日本代表